# 서울 양화나루와 잠두봉 유적
서울 양화나루와 잠두봉 유적(서울 楊花나루와 蠶頭峰 遺蹟)은 대한민국 서울특별시 한강의 동북쪽 강변에 있는 사적 제399호로 지정된 양화나루와 잠두봉 일원을 말한다. 1866년 천주교를 탄압한 병인박해로 병인양요가 발생하여 프랑스 함대가 양화나루까지 진출했다가 퇴각하자, 이에 격분한 흥선대원군의 지시에 의해 잠두봉에서 많은 천주교도들이 참수당함에 따라 천주교의 순교성지가 되었다.
한강의 이 지역의 교량으로는 서북쪽에 길이가 약 1.2km인 양화대교, 동남쪽에 역시 약 1.2km 짜리 당산철교가 서로 약 400m 간격으로 놓여있다. 1997년 11월 11일 대한민국의 사적 제399호로 지정되었다.

## 양화진과 잠두봉

### 양화진
양화진(楊花津) 또는 양화나루는 잠두봉과 주변에 있었던 나루터이다. 본래 양화진은 양천 양화리의 선유봉 아래 있는 백사장에 있던 나루를 일컫는 이름이었는데, 강의 반대편 쪽 잠두봉 아래의 나루도 양화나루로 부르게 되었다. 양천의 양화리는 버드나무가 우거져 버들꽃이 필 무렵 장관을 이루어서 양화진이라는 이름을 얻었다. ‘양화답설(楊花踏雪)’이라고 일컫던 곳으로 조선시대에 중국사신이 오면 이곳에서 뱃놀이를 즐겼고, 사대부들의 별장이나 정자도 강변에 많이 세워져 있었다. 이미 세종때에 태종의 제 7왕자인 온녕군이 잠두봉 일대에 정자를 지어 놓았다는 기록이 있다. 1882년 임오군란 이후 청나라와 일본을 비롯한 세계 열강들과 조약을 체결하면서 양화진 일대는 외국인의 거주와 통상을 할 수 있는 개시장(開市場)이 되었다.

### 잠두봉
잠두봉(蠶頭峰)은 봉우리가 누에의 머리를 닮았다고 하여 붙여진 이름이다. 바로 아래 양화진나루터에는 한강을 통해서 각 지방에서 조세곡 수송선과 어물, 채소 등을 실은 배가 드나들었다. 원래 이 곳은 예로부터 풍류객들이 산수를 즐기고 나룻손들이 그늘을 찾던 한가롭고 평화로운 곳이었다. 도성에서 김포에 이르는 나루터 양화진(楊花津)을 끼고 있어 더욱 명승을 이루었던 곳으로 중국에서 사신이 오면 꼭 유람선을 띄웠다고 전해져 온다.

## 천주교 박해

### 병인박해
중국을 통해 들어온 천주교는 18세기 말 교세가 크게 확장되었다. 그러나 유교적 가치를 거부하는 천주교의 확대는, 유교사회에 대한 도전이자 지배체제에 대한 중대한 위협이었다. 신유박해와 기해박해를 거치며 교세가 위축되는듯 하다가 점차 다시 회복되어갔다. 1864년 집권한 흥선대원군은 천주교를 탄압할 생각이 없었다. 그러나 청나라에서 천주교를 박해하는 방향으로 정책을 전환한후 이런 분위기에 편승한 반대세력들의 공세가 이어지자 정권 유지를 위해 1866년 1월, 천주교 박해령을 선포하였다. 전국적으로 8,000명이 넘는 천주교도(천주학 죄인)들이 처형당했는데, 이로써 병인박해는 한국 천주교 역사상 순교자가 가장 많이 발생한 사건으로 기록되어 있다.

### 절두산 순교
대원군의 박해를 피해 조선을 탈출한 리델 신부(1830~1884)는 텐진에 있던 극동함대 사령관 로즈에게 프랑스 선교사 9명의 순교 소식을 전했다. 로즈는 청나라의 중재 제의를 거부한 채 군함 세척을 이끌고 무력 보복에 나서며 병인양요가 발생했다. 이들은 9월 26일 경에 양화진을 거쳐 서강까지 순찰한 후 강화도를 공격하며 약탈을 자행하다가 11월에 철수하였다.
이 사실에 격노한 흥선대원군은 "서양 오랑캐가 더럽혔던 땅을 서학인의 피로 씻음이 마땅하다" 고 하면서 양화나루 옆의 봉우리인 잠두봉에 형장을 설치해 천주교인들을 처형하게 하였다. 이때 수천여 명의 천주교인들이 이곳에서 죽었다. 그 뒤로 절두산이라는 이름이 붙었다. 잘린 목은 한강에 던져졌고, 머리가 산을 이루며 한강물이 핏빛으로 변하였다고 전해진다.
1868년 남연군 무덤 도굴 사건, 1871년 미국 함대의 침입 등의 사건은 대원군의 서슬 퍼런 박해에 기름을 퍼붓는 꼴이 되어 살육은 6년간이나 계속됐고 병인박해는 한국 천주교회 사상 가장 혹독한 박해로 기록된다.

### 성지 조성
1966년 순교 100주년을 기념해 천주교회에서 절두산순교기념관을 세웠다. 2000년에 절두산순교박물관으로 개명했다. 우뚝 솟은 벼랑 위에 3층으로 세워진 기념관은 우리 전통 문화와 순교자들의 고난을 대변해 준다. 접시 모양의 지붕은 옛날 선비들이 전통적으로 의관을 갖출 때 머리에 쓰는 갓을, 구멍을 갖고 지붕 위에서 내 있는 수직의 벽은 순교자들의 목에 채워졌던 목칼을, 그리고 지붕 위에서 내려뜨려진 사슬은 족쇄를 상징한다.
웅장하게 세워진 절두산 기념관은 순례성당과 순교 성인 28위의 성해를 모신 지하묘소 그리고 한국 교회의 발자취를 한눈에 볼 수 있는 전시관으로 나누어 볼 수 있다. 특히 기념관에는 초대 교회 창설에 힘썼던 선구 실학자 이벽, 이가환, 정약용 등의 유물과 순교자들의 유품, 순교자들이 옥고를 치를 때 쓰였던 형구(刑具)를 비롯해 갖가지 진귀한 순교 자료들이 소장돼있다. 그중에서도 최양업 신부 일대기 31점과 유중철 요한. 이순이 루갈다 동정부부 일대기 27점은 귀중한 자료로 꼽힌다.
또 기념관 광장에는 김대건 신부의 동상, 박순집(1830 ~ 1911)의 묘, 남종삼 성인의 흉상과 사적비 등이 마련돼 있기도 하다. 특히 순례자들은 부친, 형제, 삼촌, 고모, 형수, 조카, 장모, 이모에 이르기까지 한집안 열여섯 명의 가족들이 한꺼번에 치명한 박순집(1830-1912년) 일가의 이야기가 새겨진 비석이 있다.

## 같이 보기
- 남종삼
- 당산철교
- 병인양요
- 서울외국인묘지공원
- 양화대교

## 참고 문헌
- 본 문서에는 서울특별시에서 지식공유 프로젝트를 통해 퍼블릭 도메인으로 공개한 저작물을 기초로 작성된 내용이 포함되어 있습니다.
- 이 문서에는 다음커뮤니케이션(현 카카오)에서 GFDL 또는 CC-SA 라이선스로 배포한 글로벌 세계대백과사전의 내용을 기초로 작성된 글이 포함되어 있습니다.